# 戴乾 (永樂進士)
戴乾，福建福州府闽县人，明朝政治人物。

## 生平
永樂六年（1408年）戊子科福建鄉試九十一名。永樂十年（1412年），登壬辰科進士，授刑部主事。

## 家族
曾祖戴曾。祖父戴禧。父亲戴斯文。